# رأی‌دهی تاکتیکی
رأی‌دهی تاکتیکی یا رأی‌دهی استراتژیک به انواع روش‌هایی گفته می‌شود که در آن رأی‌دهنده نه به گزینه مطلوب خود بلکه به گزینه‌ای دیگر رأی می‌دهد تا از نتیجه نامطلوبی جلو بگیرد.
بر اساس قضیه گیبارد–ساترویت نشان داده شده‌است که اگر یک روش رای‌گیری برای برگزیدن یکی از گزینه‌های متعدد، کاملاً بدون استراتژی باشد، آنگاه آن روش یا باید دیکتاتوری باشد یا غیرقطعی (یعنی ممکن است هر بار که به همان مجموعه از ترجیحات رای‌دهندگان اعمال شود، همان پیشامد را برنگزیند). برای مثال، روش رأی‌دهی تصادفی، که به‌طور تصادفی رأی یک رأی‌دهنده را برگزیده و از این به منظور تعیین پیشامد استفاده می‌کند، بدون استراتژی است ولی ممکن است در صورت اعمال شدن در دفعات متعدد به همان مجموعه از آرا، به نتایج متفاوتی بینجامد. برای مثال در یک رأی‌گیری اکثریتی، یک رأی‌دهنده ممکن است گاهی با رأی دادن به یک گزینهٔ کمتر مطلوب، ولی عموماً محبوبتر به پیشامد «بهتری» دست یابد.